# تشارلز إم. بلو
تشارلز إم. بلو (بالإنجليزية: Charles M. Blow)‏ هو كاتب وصحفي ومصمم جرافيك وكاتب العمود أمريكي، ولد في 11 أغسطس 1970 في الولايات المتحدة.

## وصلات خارجية
- تشارلز إم. بلو على موقع IMDb (الإنجليزية)
- تشارلز إم. بلو على موقع إن إن دي بي (الإنجليزية)